# Rest in Peace
Rest in Peace è una canzone del gruppo musicale statunitense Extreme, pubblicata come singolo di lancio dell'album III Sides to Every Story nel settembre 1992. 
Nonostante abbia raggiunto soltanto la posizione numero 96 nella Billboard Hot 100, il brano è comunque riuscito ad arrivare in vetta alla Mainstream Rock Songs negli Stati Uniti, diventando l'unico singolo del gruppo al primo posto in tale classifica. Ha inoltre raggiunto la posizione numero 13 della Official Singles Chart nel Regno Unito.

## Video musicale
Il video musicale della canzone è stato diretto da Wayne Isham. La versione originale era ispirata a un cortometraggio della National Film Board of Canada, chiamato Neighbours. La band venne tuttavia accusata di plagio e citata in giudizio, ma la polemica fu rapidamente risolta in sede extragiudiziale con l'accordo di pubblicare una versione alternativa del video.

## Tracce
7" Single A&M 580 055-7
1. Rest in Peace – 4:59
2. Peacemaker Die – 6:04

CD Maxi  A&M 580055-2
1. Rest in Peace – 4:59
2. Rest in Peace (versione album) – 6:02
3. Peacemaker Die – 6:04
4. Monica – 3:19

## Classifiche
| Classifica (1992)             | Posizione massima |
| ----------------------------- | ----------------- |
| Canada                        | 21                |
| Finlandia                     | 12                |
| Italia                        | 19                |
| Nuova Zelanda                 | 19                |
| Paesi Bassi                   | 31                |
| Regno Unito                   | 13                |
| Stati Uniti                   | 96                |
| Stati Uniti (mainstream rock) | 1                 |
| Svezia                        | 24                |
| Svizzera                      | 20                |